# Keep It Like a Secret
Keep It Like a Secret är det amerikanska indierockbandet Built to Spills fjärde album och det andra på skivbolaget Warner Bros. Albumet släpptes världen över den 2 februari 1999.
På skivan består bandet av sångaren och gitarristen Doug Martsch, basisten Brett Nelson och trumslagaren Scott Plouf. Dessutom medverkar keyboardisten Sam Coomes på låten "Broken Chairs".

## Låtlista
1. "The Plan" – 3:29
2. "Center of the Universe" – 2:43
3. "Carry the Zero" – 5:44
4. "Sidewalk" – 3:51
5. "Bad Light" – 3:22
6. "Time Trap" – 5:22
7. "Else" – 4:09
8. "You Were Righ" – 4:45
9. "Temporarily Blind" – 4:48
10. "Broken Chairs" – 8:40